# Frederico Rodrigues Santos
Frederico Rodrigues de Paula Santos (n. 5 martie 1993, Belo Horizonte, Minas Gerais, Brazilia), cunoscut ca Fred, este un fotbalist brazilian, care joacă pe post de mijlocaș la Fenerbahçe în Süper Lig. Pe plan internațional, are prezențe la națională pentru Brazilia U-20⁠(d) și Brazilia.

## Palmares
Internacional
- Campeonato Gaúcho: 2012, 2013

Șahtior Donetsk
- Ukrainian Premier League: 2013–14, 2016–17, 2017–18
- Ukrainian Cup: 2017–18
- Ukrainian Super Cup: 2013, 2015

Manchester United
- Vice-campion UEFA Europa League: 2020–21[3]